# Dwór we Wronińcu
Dwór we Wronińcu – zabytkowy dwór wybudowany w XVIII w. przebudowywany do XIX w., w miejscowości Wroniniec.

## Położenie
Dwór położony we wsi w Polsce w województwie dolnośląskim, w powiecie górowskim, w gminie Niechlów.
Piętrowy dwór wybudowany na planie prostokąta, kryty dachem mansardowym z lukarnami. Rogi obiektu podtrzymują skarpy.